# Zeventien (single)
Zeventien is een Nederlandstalige single van de Belgische zangeres Isabelle A uit 1992.
Het tweede nummer op de single was Stapelverliefd.
Het liedje verscheen op het gelijknamige album uit 1992.

## Meewerkende artiesten
- Producer: 
  - Peter Bauwens
  - Peter Gillis
- Muzikanten:
  - Isabelle Adam (zang)
  - Bert Candries (fretloze basgitaar)
  - Michel Bauwens (viool)
  - Peter Nys (viool)
  - Philippe de Chaffoy (viool)
  - Sergio Agredo De Ro (altviool)
  - Peter Bauwens (programmatie, keyboards, piano)
  - Peter Gillis (programmatie)
  - Tom Van Landschoot (cello)
  - Tony Nys (viool)